# Opština Delčevo
Die Opština Delčevo (mazedonisch Општина Делчево; albanisch Komuna e Dellçevës) ist eine der 80 Opštini Nordmazedoniens. Ihr Verwaltungssitz befindet sich in der Stadt Delčevo. Die Opština ist auch unter dem Namen Carevo bekannt. In ihr leben rund 13.585 Menschen (Stand: 2021).

## Geographie

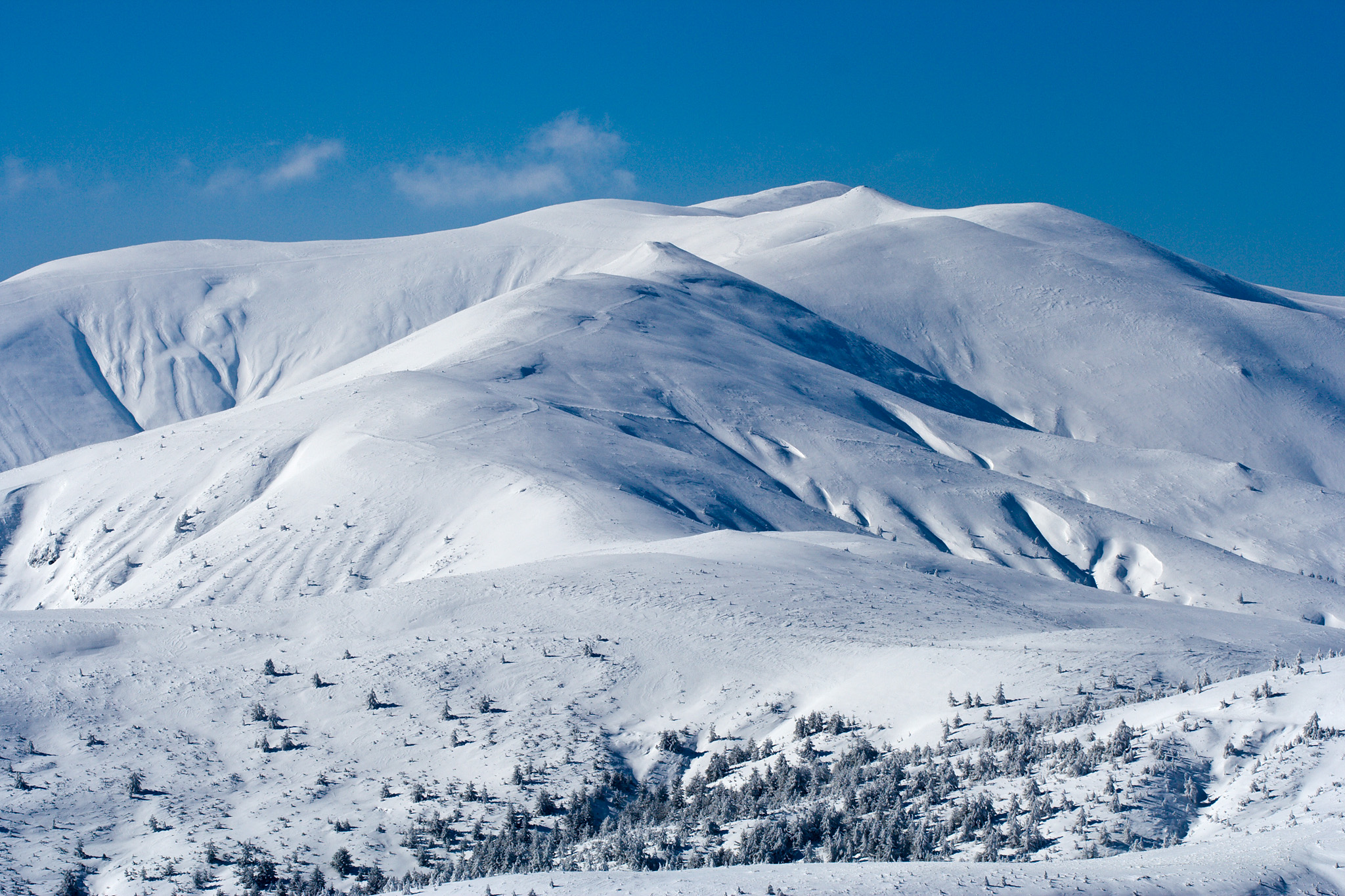
Das Osogowo-Gebirge

Die Opština grenzt im Norden an Makedonska Kamenica, im Westen an Vinica, im Süden an Berovo, im Südosten an Pehčevo und im Osten an Bulgarien.
Die Opština Delčevo befindet sich im zentralen Teil des Bregalnica-Tales. In der Opština erstrecken sich nur teilweise die Bergregion Maleševo im Süden und Osogowo im Norden. Die höchste Erhebung ist der Berg Goljak mit 1524 m. i. J. Die Opština Delčevo liegt rund 590 bis 640 Meter über dem Meeresspiegel.

## Klima
In der Gemeinde herrscht Kontinentalklima. Die Temperaturen im Winter können vor allem in den Bergen bis auf −26 °C sinken. Im Sommer steigt die Temperatur auf rund 37 °C. Vor allem in den Gebirgen kann es starke Schneefälle geben.

## Wirtschaft
In Delčevo sind heute die Bewohner in den Bereichen Handel, Gewerbe, im Bausektor, im Dienstleistungsbereich und der Industrie beschäftigt. Vor allem sind die Bewohner auch an der Landwirtschaft tätig. Damit die Wirtschaft weiter wächst, wurden viele Verbesserung in den Bereich Infrastruktur unternommen.

## Ortschaften
Die Opština Delčevo umfasst 22 Ortschaften: Bigla, Čiflik, Delčevo, Dramče, Dzvegor, Gabrovo, Grad, Iliovo, Kiselica, Kosovo Dabje, Nov Istevnik, Očipala, Poleto, Razlovci, Stamer, Star Istevnik, Trabotivište, Turija, Vetren, Virče und Vratislavci.

## Bevölkerung
Die Bevölkerung der Opština Berovo setzt sich entsprechend der Volkszählung von 2021 wie folgt zusammen:
| Ethnie     | Bevölkerungszahl |
| ---------- | ---------------- |
| Mazedonier | 11.949           |
| Roma       | 475              |
| Türken     | 112              |
| Albaner    | 20               |
| Serben     | 9                |
| Aromunen   | 5                |
| Andere     | 1.015            |